# Falconina
Falconina is een geslacht van spinnen uit de familie loopspinnen (Corinnidae).

## Soorten
- Falconina albomaculosa (Schmidt, 1971)
- Falconina crassipalpis (Chickering, 1937)
- Falconina gracilis (Keyserling, 1891)
- Falconina melloi (Schenkel, 1953)